# 桑名棒粉蝨
桑名棒粉蝨（学名：Aleuroclava kuwanai）为粉蝨科棒粉蝨屬下的一个种。